# Filipo V de Macedonia

El Mediterráneo en 218 a. C.

Filipo V (en griego Φίλιππος Ε; 238-179 a. C.) fue rey de Macedonia desde el 221 hasta el 179 a. C.
Pertenecía a la dinastía antigónida. El reinado de Filipo V se caracterizó principalmente por la lucha infructuosa con la potencia emergente de Roma. Filipo era atractivo y carismático como un hombre joven. Un guerrero gallardo y valiente, que fue comparado inevitablemente con Alejandro Magno y fue llamado «el querido de la Hélade» (ἐρώμενος τῶν Ἑλλήνων).

## Juventud
Era hijo de Demetrio II, que falleció cuando el futuro monarca tenía diez años (229 a. C.). Tras la muerte de Demetrio, el tío de Filipo ―Antígono III Dosón― administró el reino hasta su muerte (221 a. C.) Tras este fallecimiento, Filipo se convirtió ―a la edad de diecisiete años― en el monarca de uno de los reinos más grandes del Mediterráneo.
A su ascenso al trono, mostró que pensaba convertir a Macedonia en la mayor potencia del Mediterráneo. En su primer año de reinado, hizo que las tribus dardanias y otras que se asentaban en el norte del reino tuvieran que retirarse.

## Guerra social
Durante la Guerra social, su influencia obligó a que la asamblea de la Liga Helénica se celebrara en Corinto. Condujo a la Liga en las batallas contra Etolia, Esparta y Elis. Al mismo tiempo, fue capaz de imponer con firmeza su autoridad entre ministros y consejeros. Su liderazgo durante la guerra social le hizo conocido y respetado tanto en el interior de su reino como en el todo el Mediterráneo.

## Primera guerra macedónica
Tras la paz de Naupacto en 217 a. C., trató de tomar las posiciones romanas a lo largo de la orilla este del Adriático. Primero trató de invadir Iliria por mar, aunque sin mucho éxito: su primera expedición en 216 a. C. tuvo que ser abortada, mientras que una segunda se saldó con la pérdida de toda su flota en 214 a. C.
Una tercera expedición por vía terrestre tuvo mayor éxito tras la captura de Lissus (212 a. C.).
En 215 a. C., firmó un tratado con Aníbal, que se encontraba combatiendo en Italia. Este tratado definía las esferas de influencia de estas dos potencias mediterráneas, aunque tuvo poco valor para ambos bandos. La embajada cartaginesa que Aníbal envió ante el rey Filipo fue interceptada por el legado Publio Valerio Flaco mientras patrullaba las costas de Calabria. Tras la legendaria batalla de Cannas, Filipo se declaró aliado de los cartagineses.
La asistencia de Filipo a sus aliados con el fin de protegerlos de los ataques de romanos, espartanos y sus aliados se hizo más complicada progresivamente.
La alianza que estableció Roma con la Liga Etolia en 211 a. C. neutralizó su ventaja por tierra. La intervención de Átalo I de Pérgamo dificultó la posición de Filipo en su propio territorio.
Sin embargo, fue capaz de aprovechar la retirada de Átalo del territorio griego en 207 a. C., la inactividad romana, y el creciente rol de Filopemen, strategos de la Liga Aquea. Tras la toma de Termo, centro político y religioso de Etolia, obligó a los etolios a firmar una paz desfavorable en 206 a. C., en la que el monarca heleno impuso sus propios términos y condiciones. Al año siguiente, firmó un tratado de paz con los romanos que sería conocido como la Paz de Fénice. La primera guerra macedónica concluyó con una victoria técnica romana, ya que habían impedido que Filipo prestara apoyo a Aníbal.

## Expansión en el Egeo
Tras un acuerdo con el rey seléucida, Antíoco III con el objetivo de tomar el control del territorio egipcio, que estaba controlado por el joven rey Ptolomeo V, Filipo consiguió tomar el control de los territorios egipcios situados en el Mar Egeo y en Anatolia. Esta expansión macedónica, alarmó a los estados vecinos como Rodas y Pérgamo, que se enfrentaron con su armada en Quíos y Lade (cerca de Mileto) en 201 a. C. Sobre esa misma época los romanos se alzaban con la victoria sobre Cartago.

## Segunda guerra macedónica

El reino de Macedonia en la víspera de la segunda guerra macedónica (circa 200 a. C.)

En 200 a. C., con Cartago como una amenaza menor, el Senado romano declaró la guerra a Macedonia, argumentando que intervenía en el territorio heleno para proteger la libertad de los griegos. Tras las campañas en Macedonia en 199 a. C. y en Tesalia en 198 a. C., Filipo y su ejército fueron derrotados definitivamente en Cinoscéfalas (197 a. C.).

## Alianza con Roma
El tratado de paz tras la derrota, entre Filipo V y los romanos, limitó la influencia del monarca a Macedonia y le obligó a pagar una indemnización de 1000 talentos. Filipo tuvo además que ceder la mayor parte de su flota y entregar un buen número de rehenes, incluyendo a su propio hijo, Demetrio.
Tras cumplir lo estipulado en el tratado, cooperó con los romanos y les envió ayuda para combatir en la guerra contra el rey Nabis de Esparta, en el 195 a. C., también prestó ayuda a los romanos contra su antiguo aliado, Antíoco III (192-189 a. C.).
A cambio de su ayuda cuando las fuerzas romanas bajo el mando de Escipión el Africano y su hermano Lucio Cornelio Escipión Asiático se movieron por Macedonia y Tracia en 190 a. C., los romanos le perdonaron la indemnización restante que tenía que pagar y su hijo Demetrio fue liberado. Filipo centró entonces sus energías en consolidar su poder en Macedonia. Reorganizó los asuntos internos del país, saneó el tesoro, reabrió las minas y emitió una moneda nueva.

## Años finales
A pesar de su cooperación, Roma siguió recelando de las intenciones de Filipo. Acusaciones de estados vecinos hacia Macedonia, en especial de Pérgamo, provocaron una constante intervención de los romanos en la política del país. Por su parte, Filipo tenía miedo de una futura invasión de los romanos que lo depondrían del trono y por ello trató de ampliar su influencia en los Balcanes a través de la diplomacia y la fuerza. A pesar de todo, los esfuerzos del monarca fueron minados por una política a favor de los romanos ejercida por su hijo Demetrio. Roma consideró la posibilidad de anteponer a Demetrio en el trono por delante de su hermano mayor, Perseo. Todos estos factores desembocaron finalmente en una lucha entre los dos hermanos que obligó a Filipo a ejecutar a Demetrio por traición en el año 180 a. C. Esta decisión tuvo un durísimo impacto sobre la salud de Filipo que murió al año siguiente en Anfípolis.
A su muerte fue sucedido por Perseo, que se convirtió en el último rey de Macedonia.